# Feria de la guayaba
La Feria de la guayaba es una celebración que se lleva a cabo en el municipio de Calvillo, Aguascalientes, anualmente, se realiza las dos primeras semanas de diciembre, teniendo como día principal el 12 de diciembre. El festival se realiza para conmemorar la producción de guayaba, pues Calvillo es el segundo productor del fruto en México. La feria de Calvillo data de 1953.

## Evento
Calvillo es la capital nacional de la guayaba, tiene un gran atractivo en su centro histórico y cuenta con tradiciones materiales e inmateriales que hacen que cada vez sea más visitado. La feria, pues, se realiza para dar a conocer y fortalecer la tradición de la producción de la guayaba, así como crear apoyos económicos a las personas que se dedican al cultivo, manufactura y comercialización de este fruto, así como todos los aspectos culturales y de identidad que le rodean.
Como el certamen de la reina de la feria, en donde es elegida y coronada; se realiza un concurso a la mejor guayaba según su calidad; una exposición ganadera; el festival de la paella; una charreada de gala; muestras de danzas folclóricas; corridas de toros; entre otras actividades culturales y artísticas. Los eventos, en su mayoría, son gratuitos.

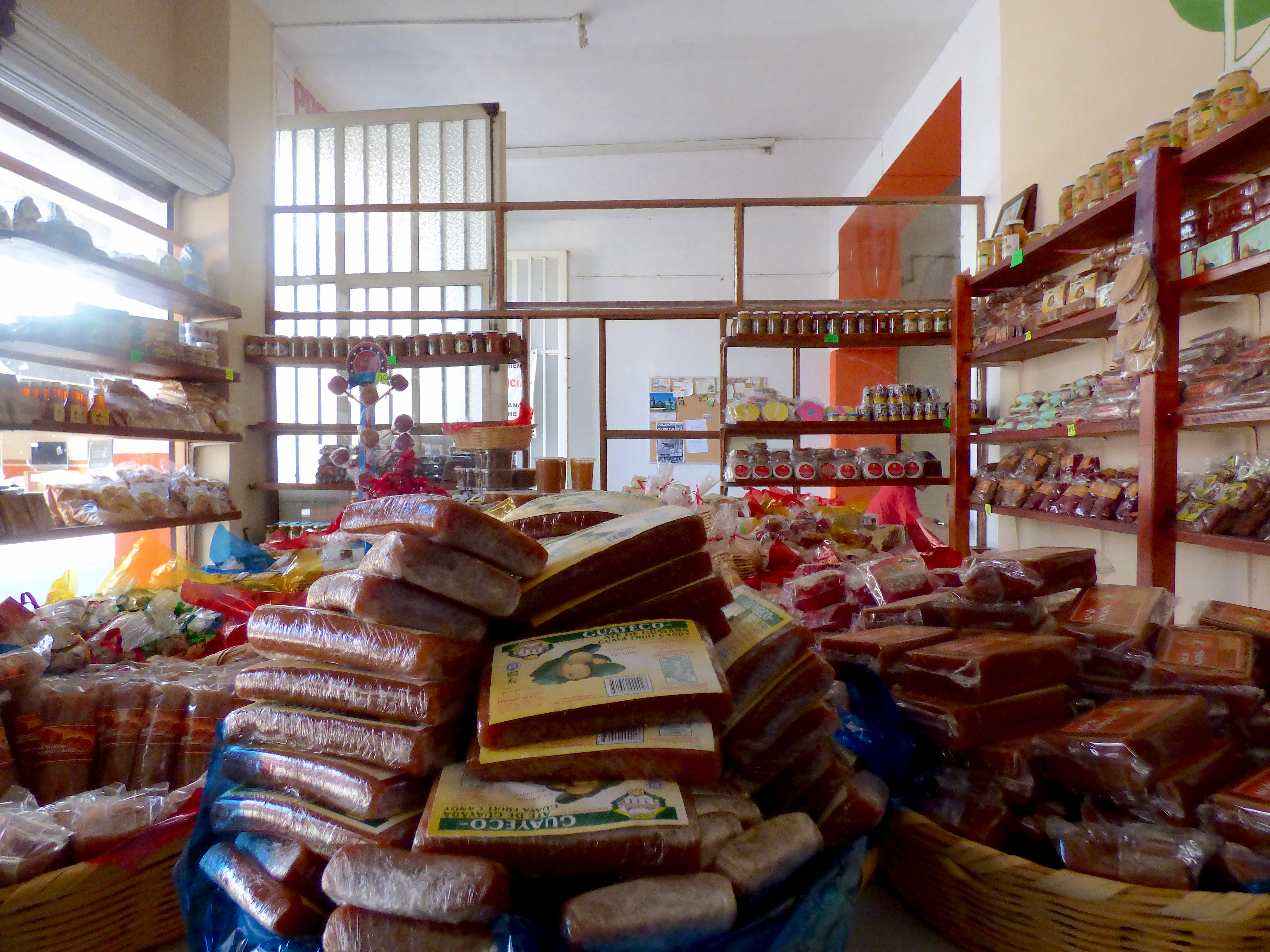
Tienda de dulces de guayaba en Calvillo, Aguascalientes.

La feria es un atractivo para la cabecera municipal de Calvillo, considerado un Pueblo Mágico. Además de los eventos que se realizan durante la feria, destaca la exposición de artesanías como lo es el bordado; la gastronomía local, realizada principalmente con productos derivados de la guayaba, como jugos, dulces, platillos típicos, postres y licores.
Debido a sus tradiciones culturales, arquitectónicas y gastronómicas, Calvillo es reconocido como un Pueblo Mágico del país.

## Producción de guayaba
Calvillo es considerado como el segundo mayor productor de guayaba en México. Por esta razón, durante el mes de diciembre, se lleva a cabo la Feria Nacional de la Guayaba.
Se considera que la guayaba es uno de los 20 productos frutales más importantes del país, y el principal del municipio de Calvillo, específicamente en la región Calvillo-Cañones, que alcanza a ser una de las producciones de este fruto más importantes de México.
El estado de Aguascalientes cuenta con 6,200 hectáreas dedicadas al cultivo, las cuales están concentradas en Calvillo, pues sus suelos de arcilla y tepetate son difíciles aunque son en los que se desarrolla la mejor guayaba, lo que nos habla de la adaptabilidad del árbol del guayabo. Se cree que la guayaba de pulpa rosada es calvillense.
La Ruta de la Guayaba es en la que podrás visitar un huerto de guayabos y la fábrica de dulces tradicionales, además de aprender sobre la elaboración de sus productos.

## Gastronomía

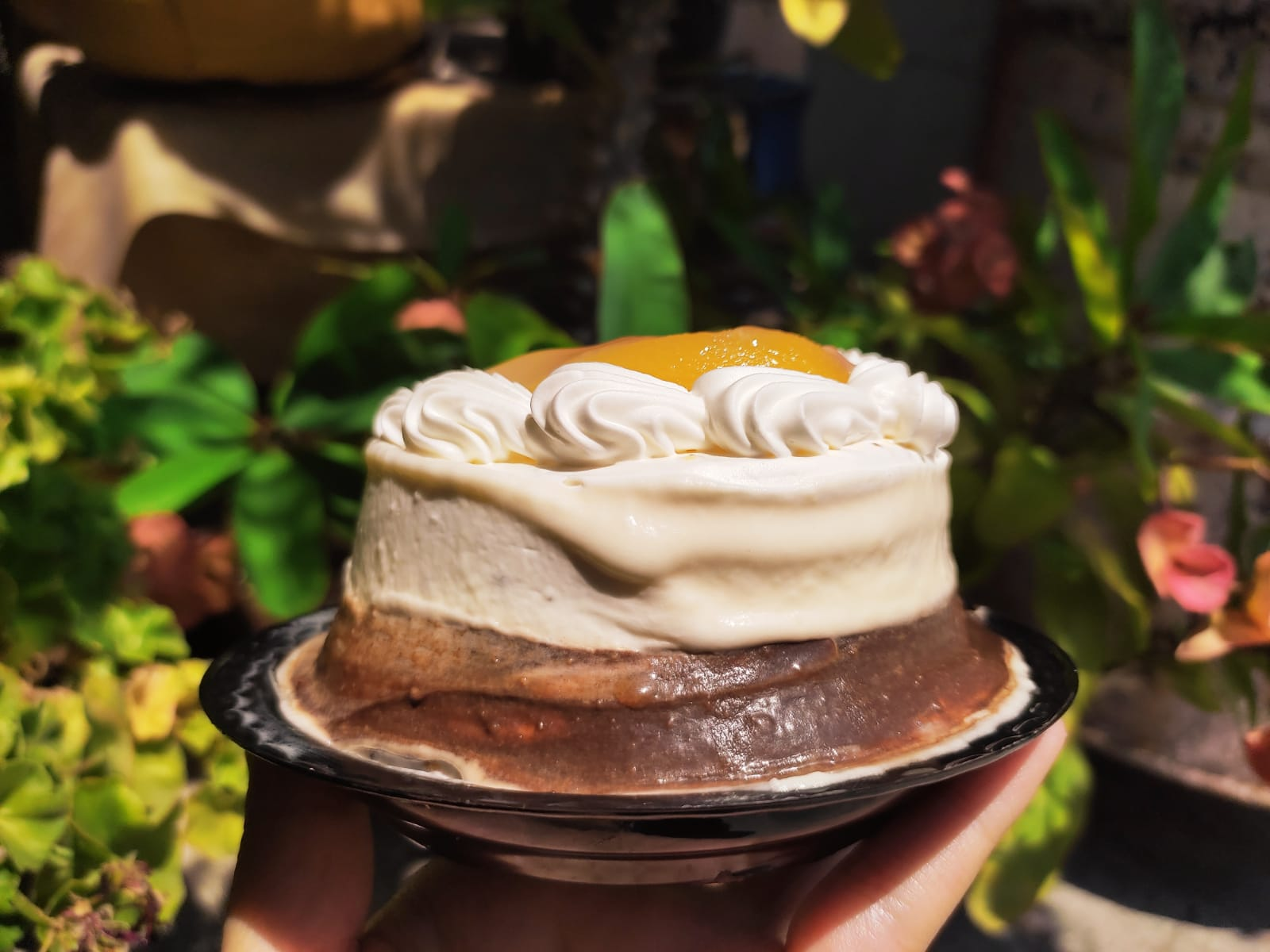
Pastel de guayaba

La Guayaba al ser el producto más importante de la localidad y el municipio, forma parte de una gran variedad de platillos dulces y salados, en su mayoría productos elaborados de forma artesanal. Se pueden encontrar platillos con una mezcla de sabores locales, como las chuletas glaseadas de guayaba, el pescado frito o tilapia, el huachinango frito, los camarones empanizados, entre otros.
Los dulces son la especialidad de Calvillo, y las presentaciones comunes son el ate, la jalea, la nieve de garrafa con mermelada de guayaba; así como otros postres típicos, como los chamucos (galletas), pan dulce y pasteles.

## Artesanías

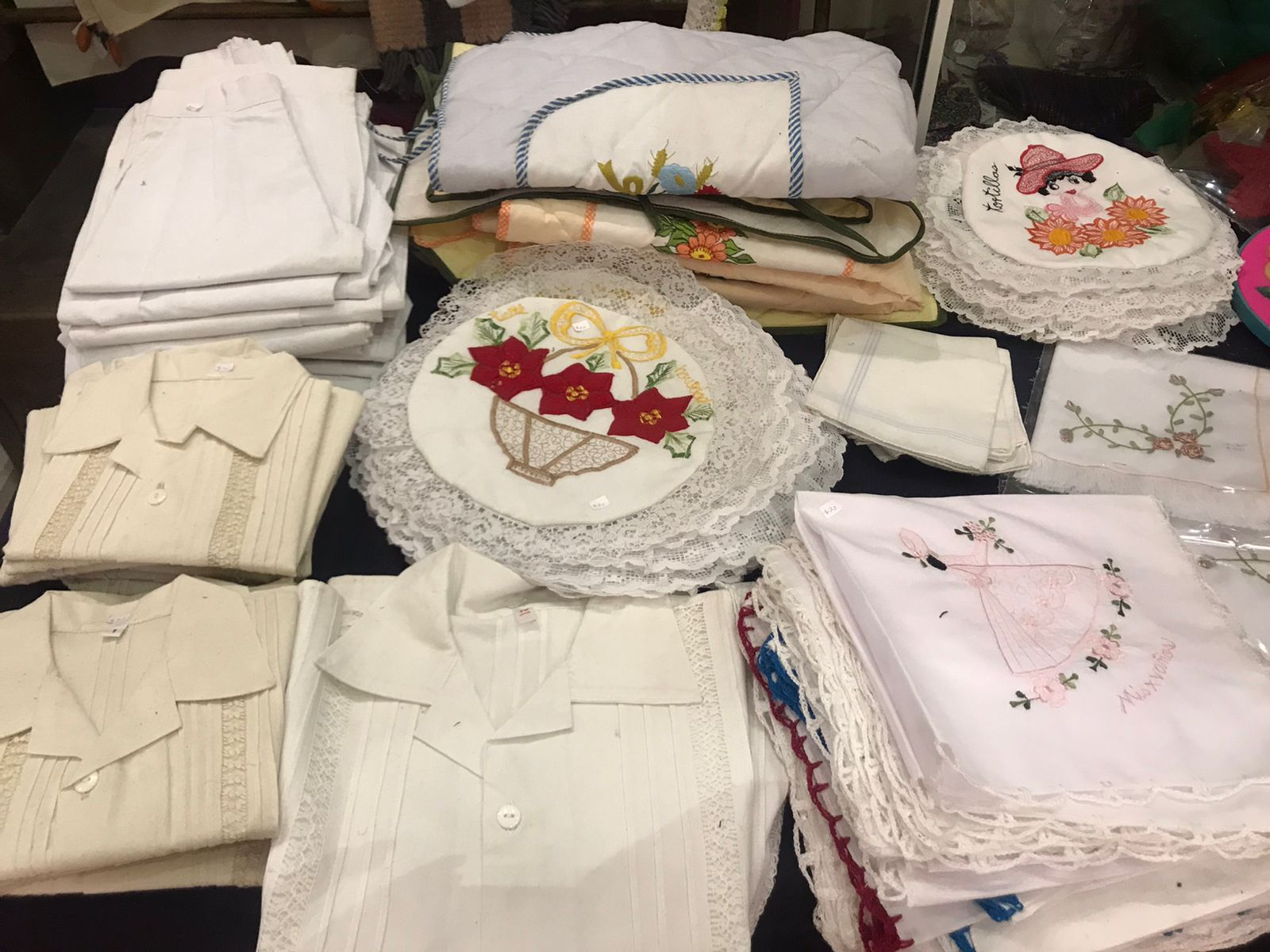

Calvillo es considerado la cuna del arte textil del deshilado, y es otro de los elementos representativos de la Feria de la guayaba. La artesanía del deshilado se ha ido extendiendo a las pequeñas comunidades del Estado de Aguascalientes, como a Jaltiche de Arriba y La Labor, dentro del municipio de Calvillo, en donde se puede observar a las mujeres realizando esta actividad. Se reúnen en pequeños grupos para bordar y deshilar sus telas blancas afuera de sus casas. A partir de esta técnica se crean prendas para vestir y como adorno; como vestidos, blusas, servilletas, manteles, carpetas y cortinas.